# Mills megye (Texas)
Mills megye az Amerikai Egyesült Államokban, azon belül Texas államban található. Megyeszékhelye és legnagyobb városa Goldthwaite. Lakosainak száma 4456 fő (2020. április 1.). Mills megye Comanche, Hamilton, Lampasas, San Saba és Brown megyékkel határos.

## Népesség
A megye népességének változása:
| Lakosok száma | 4954 | 4871 | 4846 | 4907 | 4900 | 4456 |
|               | 2010 | 2011 | 2012 | 2013 | 2015 | 2020 |